# Großsteingrab Dutzow
Das Großsteingrab Dutzow ist eine megalithische Grabanlage der jungsteinzeitlichen Nordgruppe der Trichterbecherkultur bei Dutzow, einem Ortsteil der Gemeinde Kneese im Landkreis Nordwestmecklenburg (Mecklenburg-Vorpommern). Es ist unter der Fundplatznummer Dutzow 14 in der Bodendenkmalliste des Landes Mecklenburg-Vorpommern verzeichnet, aber bislang nicht in wissenschaftlicher Literatur beschrieben.

## Lage
Das Grab befindet sich etwa 1,4 km nördlich von Dutzow auf einem Feld.

## Beschreibung
Die Anlage besitzt eine rundliche Hügelschüttung mit einem Durchmesser von 10 m und einer erhaltenen Höhe von 1 m. Diese umschließt eine Grabkammer, von der ein Deckstein sichtbar ist. Angaben zur Orientierung, den Maßen und dem Typ der Kammer liegen nicht vor.